# (3146) Dato
(3146) Dato es un asteroide perteneciente al cinturón de asteroides, descubierto el 17 de mayo de 1972 por Tamara Mijáilovna Smirnova desde el Observatorio Astrofísico de Crimea (República de Crimea).

## Designación y nombre
Designado provisionalmente como 1972 KG. Fue nombrado Dato en honor al pintor soviético ruso Dato Kracaŝvili.